# John Curtis (Entomologe)

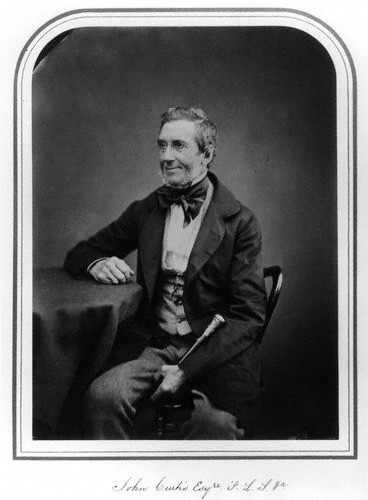
John Curtis

John Curtis (* 3. September 1791 in Norwich; † 6. Oktober 1862 in London) war ein britischer Entomologe und Illustrator. 
John Curtis lernte in der Werkstatt seines Vaters Charles Curtis das Kupferstechen. Im Alter von 16 Jahren begann er eine Ausbildung bei einem lokalen Anwaltsbüro und widmete seine Freizeit Studien und Zeichnungen von Insekten. Mit dem Wachsen seiner Insektensammlung kam er auf die Idee, damit sein Geld zu verdienen und ging nach London, wo er der wohl erste Entomologe wurde.
Seine größte Leistung war sicherlich das fortlaufende Werk British Entomology – being illustrations and descriptions of the genera of insects found in Great Britain and Ireland, das als eine der besten Arbeiten zu diesem Thema im 19. Jahrhundert angesehen wird. Es erschien monatlich von 1824 bis 1839 als Abonnement. Jede Ausgabe beinhaltete vier Stiche mit zwei Seiten Text, die sie beschrieben. Das Gesamtwerk besteht aus 16 Bänden, die 769 Insekten behandeln.
Im Alter litt Curtis an schwindendem Augenlicht und erblindete Ende 1856 total. Viele Jahre nach seinem Tod wurde die Sammlung der Originalstiche verkauft. Die befürchtete Aufspaltung der Sammlung erfolgte nicht, da Lionel Walter Rothschild, 2. Baron Rothschild die gesamte Sammlung erwarb. Diese wurde später dem Natural History Museum vererbt, wo sie sich noch heute befindet.
Curtis war mit dem irischen Entomologen Alexander Henry Haliday und dem Londoner Entomologen Francis Walker befreundet.

## Schriften
- 1837: Zweite Ausgabe von A guide to the arrangement of British insects being a catalogue of all the named species hitherto discovered in Great Britain and Ireland veröffentlicht. Sechs Seiten Einleitung, gefolgt von 282 Spalten mit Insektennamen, wobei je zwei Spalten auf einer Seite angeordnet waren. Darauf folgt ein Index der Genera. Dieses Werk wird John Curtis zugeschrieben, wurde aber in Wirklichkeit von James Charles Dale, Francis Walker und Alexander Henry Haliday mit geschrieben; Haliday und Walker schrieben fast den ganzen Abschnitt über Diptera und parasitäre Hymenoptera. Die Liste enthält 1500 Gattungs- und 15.000 Artnamen. Zwischen Britannien und Irland wird kein Unterschied gemacht.
- 1860: Farm Insects being the natural history and economy of the insects injurious to the field crops of Great Britain and Ireland with suggestions for their destruction Glasgow, Blackie.